# Bommars
Bommars est une ferme suédoise située à Letsbo, dans la commune de Ljusdal et la province du Hälsingland. C'est l'une des sept fermes décorées de Hälsingland qui figurent depuis 2012 au patrimoine mondial de l'UNESCO. À l'échelon national, elle est également classée byggnadsminne depuis 2008.

## Histoire
La ferme est mentionnée pour la première fois dans un inventaire de 1542 sous le nom d'Oppigården, propriété du paysan Påvel Olof Rolfsson, mais les bâtiments ont acquis leur forme actuelle au XIXe siècle. Les deux bâtiments résidentiels, Sommarstugan (« Demeure d'été ») et Vinterstugan (« Demeure d'hiver »), sont construits en 1848 pour Sven Johansson et sa femme Gölin Jonsdotter, cette dernière ayant hérité de la ferme de son père. Le couple préfère cependant vivre dans la ferme de Sven, à Sörkämsta. Ce n'est qu'en 1887 que la ferme devient habitée en permanence par Sven Persson, le fils de la fille de Sven Johansson et Gölin Jonsdotter. Elle acquiert son nom actuel dans les années 1930, lorsqu'elle devient la propriété des frères Enno et Lars Johansson, surnommés les « Bommapojkarna ». C'est encore aujourd'hui une propriété privée.

## Architecture
Outre les bâtiments résidentiels, la ferme comprend également une grange avec une étable, un grenier et une forge. Tous ces bâtiments sont en rondins de bois. La décoration intérieure des bâtiments résidentiels se compose de papier peint et de fresques peintes représentant des châteaux comme Ekebyhov (sv) ou le palais de Rosersberg.

## Galerie

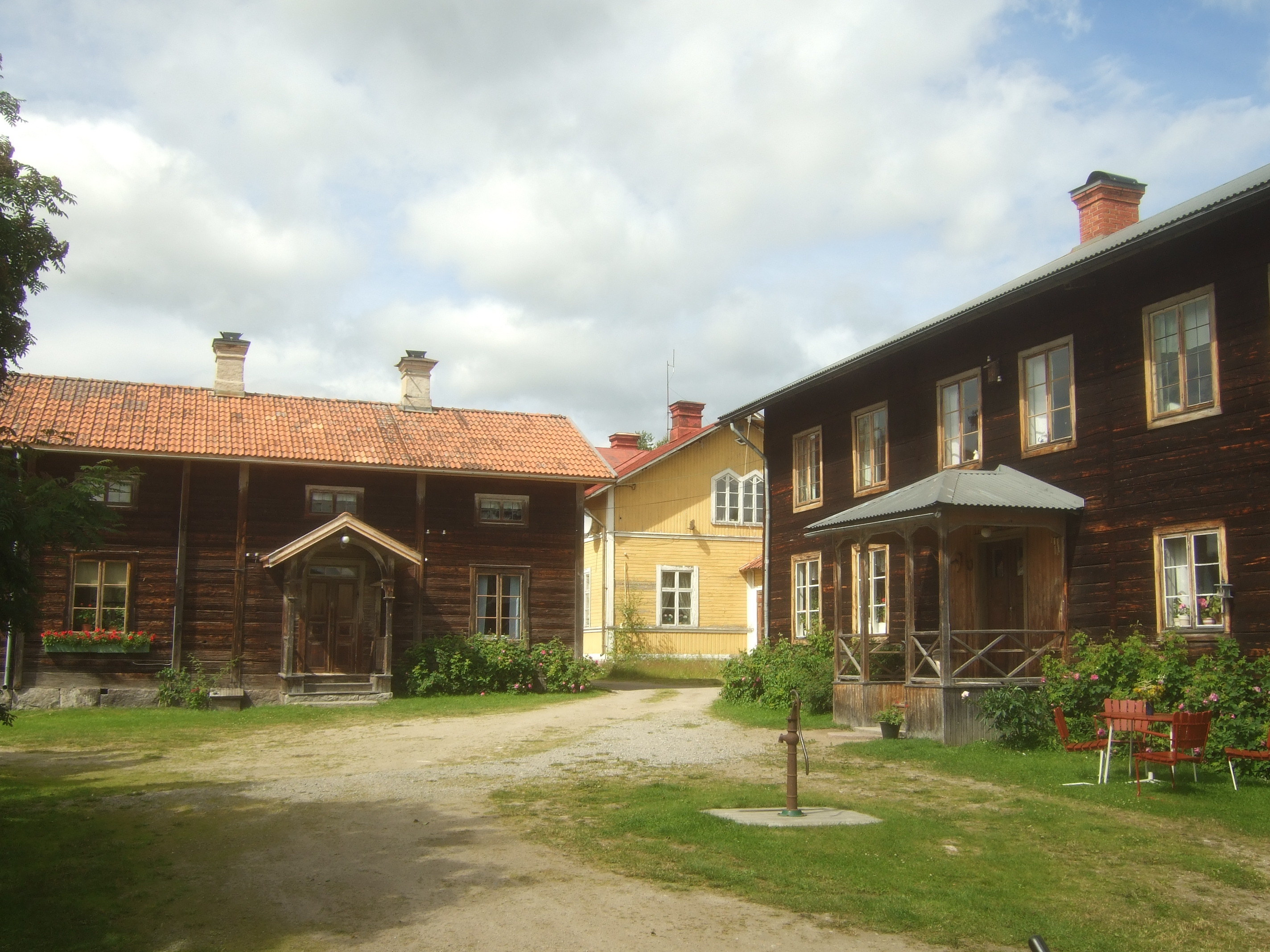
Sommarstugan et Vinterstugan.
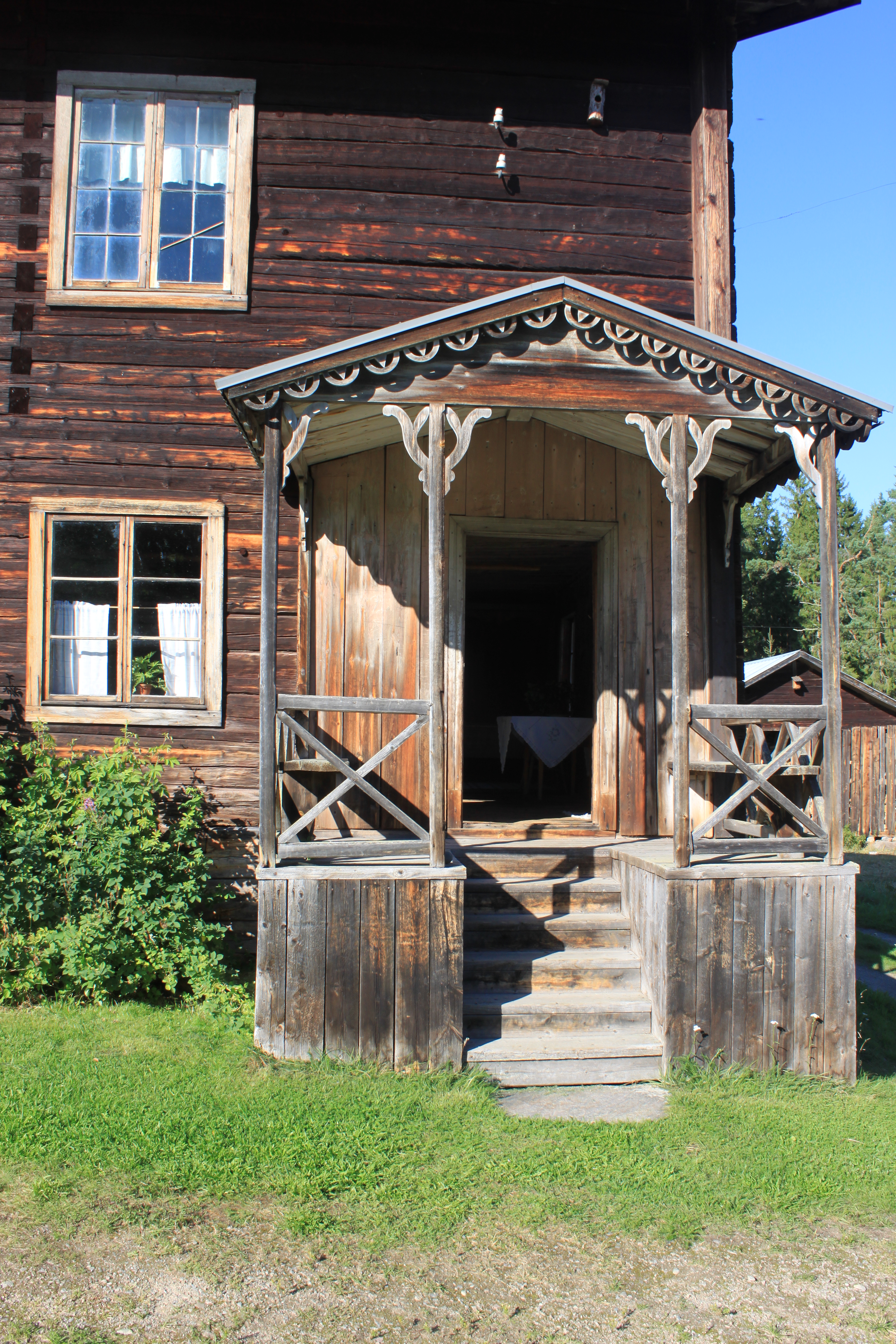
Un porche décoré.
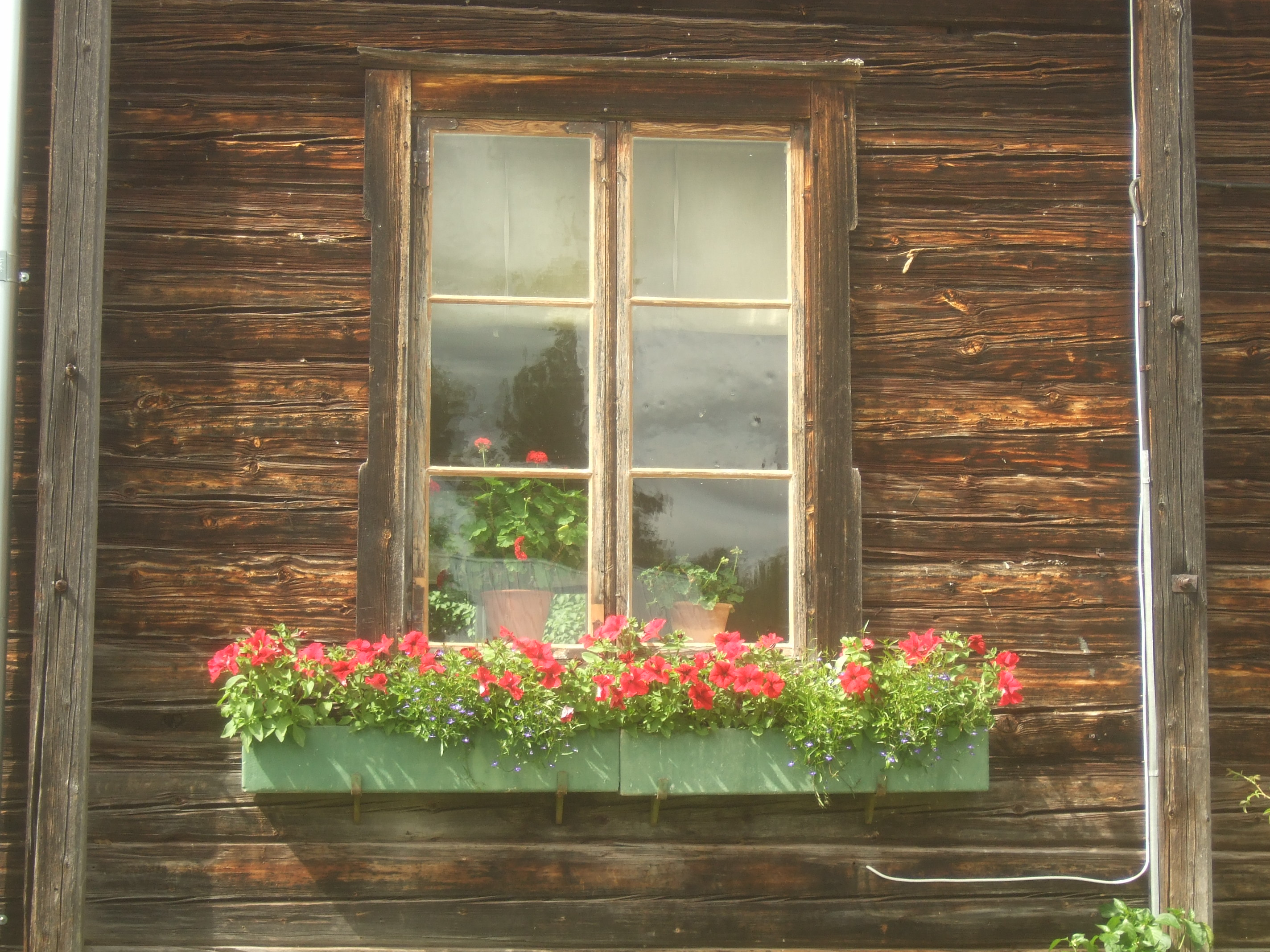
Une fenêtre de Sommarstugan.
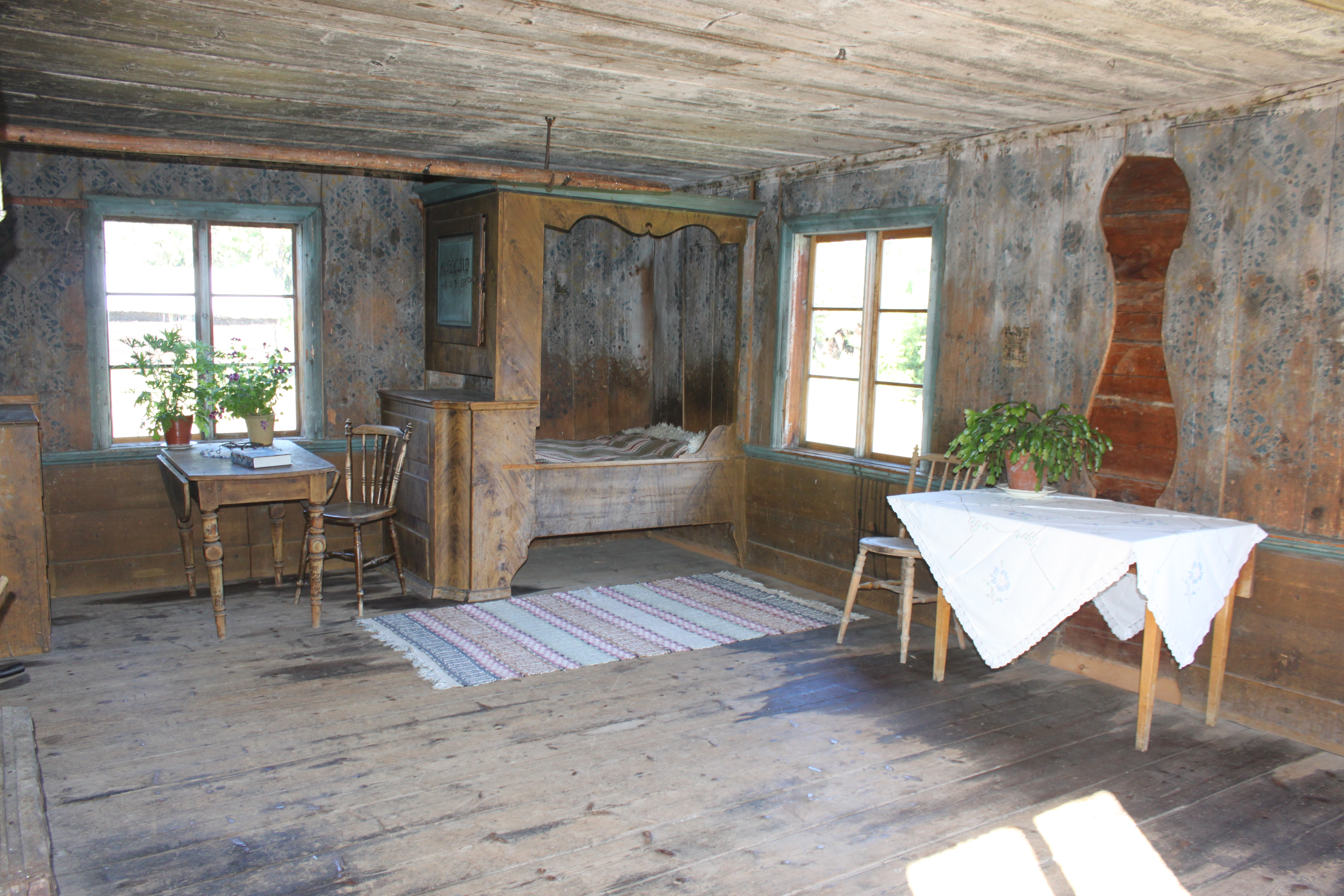
L'intérieur d'une cuisine.